# Creu de terme (Pineda de Mar)
La Creu de terme és una obra gòtica de Pineda de Mar (Maresme) inclosa a l'Inventari del Patrimoni Arquitectònic de Catalunya.

## Descripció
L'única part que es conserva originàriament és el fust, en part, i el basament. Aquest età format per tres graons de forma poligonal estrellada. Té la mateixa alçada que la primitiva creu, uns dos metres i mig aproximadament, doncs afegiren dues parts al fust, respectant les mesures originals. La creu és de ferro forjat. L'obra és de pedra, carreus per al basament i maçoneria arrebossada pel fust.

## Història
Originàriament es trobava darrere l'església, però fou traslladada on avui es troba. La creu fou malmesa dues vegades: la primera durant la guerra dels carlins, i les altres, durant la guerra civil del 36. Després del 36 fou traslladada i restaurada. La restauració fou portada terme per l'arquitecte Isidre Puig i Boada.